# Chengalpattu
Chengalpattu o Chingleput (en tamil: செங்கல்பட்டு ) es una ciudad del estado indio de Tamil Nadu. Desde 2019 es la capital del distrito homónimo.
En 2011, el municipio que forma la ciudad tenía una población de 62 579 habitantes, siendo sede de un taluk con una población total de 571 254 habitantes.
Se ubica unos 25 km al suroeste del área metropolitana de la capital estatal Chennai, en la salida de la capital de la carretera 32 que lleva a Puducherry. Junto a Chengalpattu fluye el río Palar muy cerca de su desembocadura.

## Geografía
Se encuentra a una altitud de 46 m.s.m. a 55 km de la capital estatal, Chennai, en la zona horaria UTC +5:30.